# Küçüksu, Üsküdar
Küçüksu là một xã thuộc huyện Üsküdar, tỉnh Istanbul, Thổ Nhĩ Kỳ.